# Trust You Forever
『Trust You Forever』（トラストユーフォーエバー）は、1994年11月3日に発売された鵜島仁文のシングル。

## 概要
前々作に引き続き『機動武闘伝Gガンダム』の第2期オープニングテーマ。オープニングテーマとしてのみでなく、Gガンダム最終話にも劇中歌として流れた。同アニメのサウンドトラックCD『機動武闘伝Gガンダム GUNDAM FIGHT ROUND 5』にはこの曲の英語バージョン「I'LL TRUST YOU FOREVER」が収録されている。2007年には10年ぶりの活動再開と共に発売されたアルバム『FIRE BIRD』にて「Trust You Forever2007」というタイトルでセルフカバー。
カップリング曲の「Beat The Wall」は、2017配信の『Free Judgement (Remaster Deluxe Edition)』にてアルバム初収録。

## 収録曲
1. Trust You Forever
2. Beat The Wall
3. Trust You Forever（Original Karaoke）
4. Beat The Wall（Original Karaoke）

作詞・作曲：鵜島仁文 編曲：鵜島仁文、岸利至

## 楽曲の収録作品
- Free Judgement
- 機動武闘伝Gガンダム GUNDAM FIGHT ROUND 4
- 機動武闘伝Gガンダム GUNDAM FIGHT ROUND 5（「I'LL TRUST YOU FOREVER」、インスト2種）
- FIRE BIRD（「Trust You Forever 2007」）
- GUNDAM-SINGLES HISTORY-2

## カバー
- 影山ヒロノブ
- 米倉千尋（カバーアルバム『Ever After』に収録）